# Chiesa di Santa Maria della Carità (Mantova)
La chiesa di Santa Maria della Carità ha un'origine remota, la fondazione risale al 984. A volerne la costruzione furono gli orefici della città di Mantova. Fu ricostruita nel 1613 e ristrutturata nella forma attuale nel 1752. Anomala è la facciata rialzata dal piano stradale e affacciantesi su una piccola piazza chiusa su tre lati. Sulle pareti di questa atipica piazzetta sono murate numerose lapidi recuperate dal cimitero che ne occupava lo spazio. L'interno in stile barocco è arricchito da quadri tra i quali un ciclo di ben undici dipinti di Giuseppe Bazzani che qui fu battezzato nel 1690. 

## Opere d'arte

### Dipinti
- Le virtù teologali (Sec. XVIII) di Giuseppe Bazzani, affresco sulla volta della navata centrale;
- Gesù tra i dottori e Gesù scaccia i mercanti dal tempio, Francesco Maria Raineri detto Schivenoglia;
- L'Arcangelo Michele e i Santi Cosma e Damiano, Giovan Francesco Caroto, pala d'altare nell'abside;
- Madonna col Bambino e Santi, Giovanni Canti.

### Sculture
- Cristo passo, terracotta, opera di Elia della Marra.[2]